# Ignacio Agüero Piwonka
Ignacio Agüero Piwonka   (Santiago de Xile, 7 de març de 1952) és un director de cinema xilè especialitzat en documentals. El seu treball més conegut és El diario de Agustín, pel qual va obtenir el Premi Pedro Sienna i el Premi Altazor de les Arts Nacionals el 2009.
També ha exercit com a productor, director de fotografia i editor de treballs televisius i anuncis publicitaris, així com d'actor secundari de pel·lícules i sèries, com a Días de campo i La recta provincia, ambdues de Raúl Ruiz. El 1988, va integrar l'equip de producció de la franja electoral del «No» pel Plebiscit nacional de Xile de 1988.
Agüero és soci fundador de l'Associació de Documentalistes de Xile, de la que en va ser el seu primer president.

## Biografia
Va estudiar cinema a l'Escola d'Arts de la Comunicació, a la Universitat Catòlica de Xile. Als seus documentals assenyala el rescat de la memòria i la crítica social i política. Així, per exemple, No olvidar (1982) tracta sobre «la massacre dels forns de Lonquén» del 1978 i descoberta pocs anys després. Cien niños esperando un tren (1988) retrata un grup de nens, víctimes de la misèria i marginalitat, que viatgen amb la professora de cinema Alicia Vega des de la seva població fins a un cinema al centre de Santiago per veure la seva primera pel·lícula. Aquesta pel·lícula va ser catalogada per la dictadura militar com a «apta només per a majors de 21 anys». Aquí se construye (2000), per la seva banda, és una crítica a la modernitat i la demolició de barris històrics per a la construcció d'edificis moderns; El diario de Agustín (2008) es refereix a la participació d' El Mercurio d'Agustín Edwards Eastman durant el cop d'estat a Xile de 1973 que va donar inici al període de la dictadura militar. Quant als seus últims documentals, GAM (2011) parla sobre l'edifici on actualment es troba el Centre Cultural Gabriela Mistral, mentre que El otro día (2012) és un documental més personal.
Quant al seu treball com a productor, destaca la seva labor com a membre de l'equip de producció de la franja electoral del «No» pel Plebiscit nacional de Xile de 1988. Com a actor secundari, ha participat en pel·lícules de Pablo Perelman, Andrés Racz, Sergio Castilla i Cristián Lorca, així com a Días de campo i a la sèrie de televisió La recta provincia, ambdues dirigides per Raúl Ruiz. Agüero també ha estat jurat a festivals de cinema xilens i internacionals.
El 4 de maig de 2013 va ser un dels fundadors del moviment Marca AC, amb l'objectiu de redactar una nova Constitució Política per a Xile mitjançant l'establiment d'una assemblea constituent.
També fa classes de postgrau a l'Escola de Cinema i Televisió de la Universitat de Xile.

## Filmografia

### Com a director
Documentals
- 1977 - Aquí se construye (microdocumental)[6]
- 1982 - No olvidar
- 1985 - Como me da la gana
- 1988 - Cien niños esperando un tren
- 1993 - Sueños de hielo
- 2000 - Aquí se construye (o Ya no existe el lugar donde nací)
- 2004 - La mamá de mi abuela le contó a mi abuela
- 2008 - El diario de Agustín
- 2011 - GAM
- 2012 - El otro día
- 2016 - Como me da la gana 2
- 2019 - Nunca subí el Provincia

Televisió
- 1998 - Neruda, todo el amor (documental per Canal+, amb guió d'Antonio Skármeta)[3]
- 2005 - Heredia & Asociados (amb Arnaldo Valsecchi; basada en texts de Ramón Díaz Eterovic)[2][3]
- 2013 - Maldito corazón (producció i direcció)

Audiovisual
- 2008 - Violeta Parra en sus 90 años

Curtmetratges
- 1972 - Hoy es jueves cinematográfico
- 1976 - El gato
- 1978 - Animal de costumbre

### Com a actor
- 2004 - Días de campo (direcció: Raúl Ruiz)
- 2007 - La recta provincia (sèrie de televisió; direcció: Raúl Ruiz)
- 2008 - El cielo, la tierra y la lluvia (direcció: José Luis Torres Leiva)
- 2016 - El viento sabe que vuelvo a casa (direcció: José Luis Torres Leiva)

## Premis
Ha obtingut els següents reconeixements:
- 1982 - Gran Premi al Festival de Documentals de Bilbao (per No olvidar)
- 1984 - Premi a la Millor Pel·lícula Xilena atorgada pel Cercle de Crítics d'Art, Xile (per No olvdar)
- 1985 - Premi a la Millor Pel·lícula Xilena atorgat pel Cercle de Crítics de Valparaíso (per No olvidar)
- 1988 - Primer Premi Documental al Festival Internacional del Nou Cinema Llatinoamericà, a l'Havana (per Cien nilos esperando un tren)
- 1988 - Premi OCIC al Festival Internacional de Cinema de Cartagena de Indias, Colòmbia (per Cien niños esperando un tren)
- 1988 - Premi a la Millor Pel·lícula Xilena atorgat pel Cercle de Crítics, a Santiago (per Cien niños esperando un tren)
- 1989 - Red Ribbon Award i John Grierson Award al millor documental de l'American Film & Vídeo Festival (per Cien niños esperando un tren)
- 1990 - Joseph Papps Award pel millor documental al Festival Latino Film, Nova York (per Cien niños esperando un tren)
- 1993 - Primer Premi Documental al Festival de Mannheim-Heidelberg (per Somnis de gel)
- 1993 - Premi a la millor pel·lícula Experimental al Festival Internacional del Nou Cinema Llatinoamericà, a l'Havana (per Sueños de hielo)
- 2000 - Gran Premi al IV Festival Internacional de Documentals de Santiago (per Aquí se construye (o Ya no existe el lugar donde nací))
- 2004 - Premi Altazor (per La mamá de mi abuela le contó a mi abuela)
- 2005 - Premi Altazor (per Heredia & Asociados)
- 2009 - Premi Altazor (per El diario de Agustín)
- 2009 - Premi Pedro Sienna, Esment Especial del Jurat (per El diario de Agustín)[1]
- 2012 - Millor Llargmetratge Documental Nacional al Festival Internacional de Cinema d'Antofagasta (per El otro día)[7]
- 2013 - Millor Documental Iberoamericà al Festival Internacional de Cinema de Guadalajara (per El otro día)[7]
- 2013 - Millor pel·lícula en la categoria Competència Nacional al Festival Internacional de Documentals de Santiago, Fidocs (per El otro día)[7]
- 2013 - Premi Runner-up al Yamagata International Documentary Festival, Japó (per El otro día)[8]